# 라운드우드

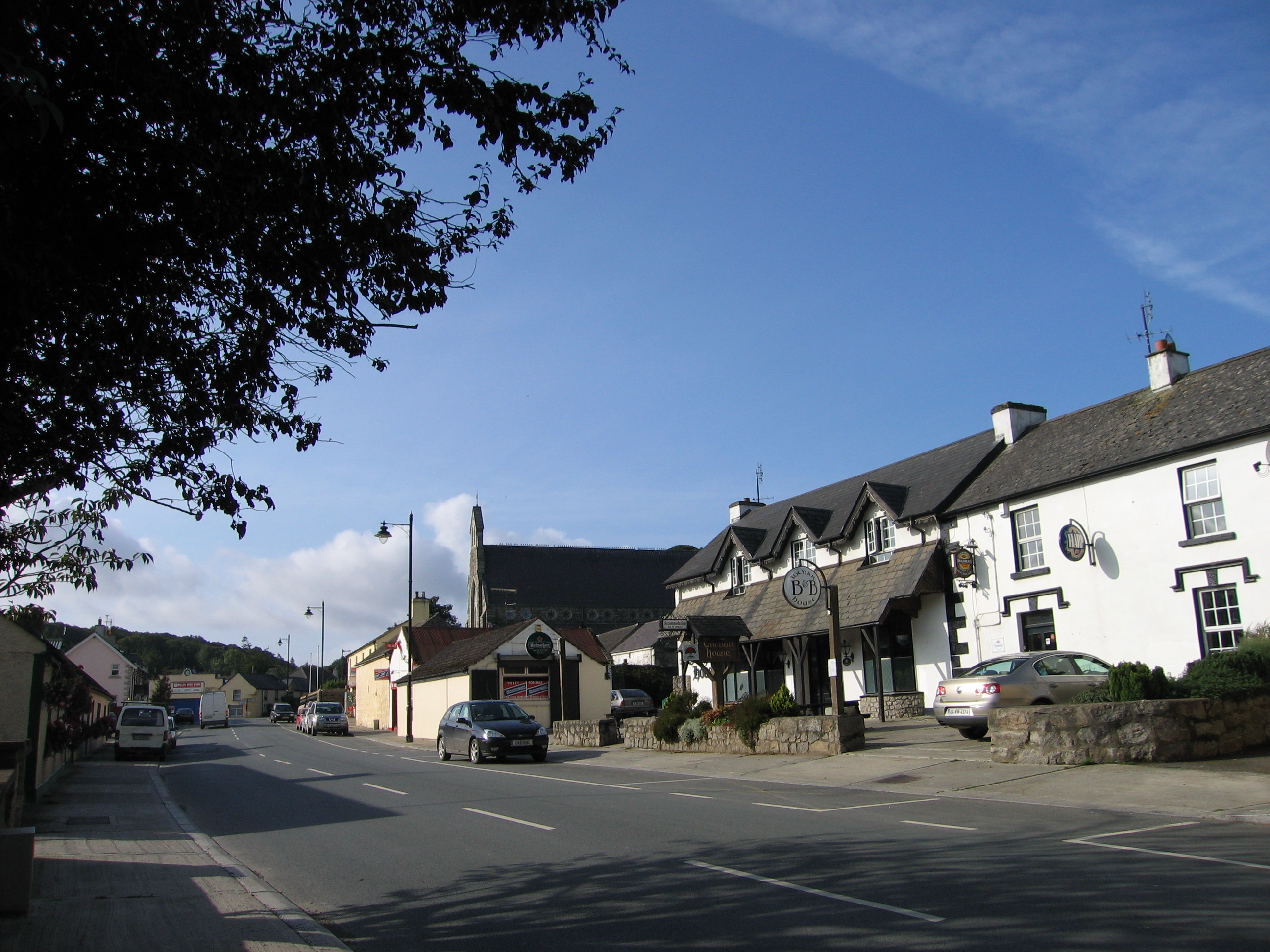

라운드우드(Roundwood)는 역사적으로 토차르(Tóchar, 아일랜드어: an Tóchar [ənˠ ˈt̪ˠoːxəɾˠ], '둑길'이라는 뜻)로 알려진 아일랜드 위클로주에 있는 마을이다. 2022년 인구 조사 기준 라운드우드의 인구는 907명이었다.

## 지리
라운드우드는 R755 도로가 R764와 R765 도로를 연결하는 지점에 위치해 있다. R755는 더블린에서 위클로 산맥의 글렌달로까지 이어지는 주요 도로의 일부이다. 해발 238m에 위치한 라운드우드는 아일랜드에서 가장 높은 마을 중 하나이다. 1860년대에 건설된 바트리 저수지가 인근에 있다.